# Меэкси (волость)
Меэкси (эст. Meeksi) — бывшая волость в Эстонии в составе уезда Тартумаа.

## Положение
Площадь волости — 143,5 км², численность населения на 1 января 2009 года составляла 695 человек.
Административным центром волости была деревня Меэкси. Помимо этого на территории волости находилось ещё 8 деревень и посёлок Мехикоорма.

## Галерея

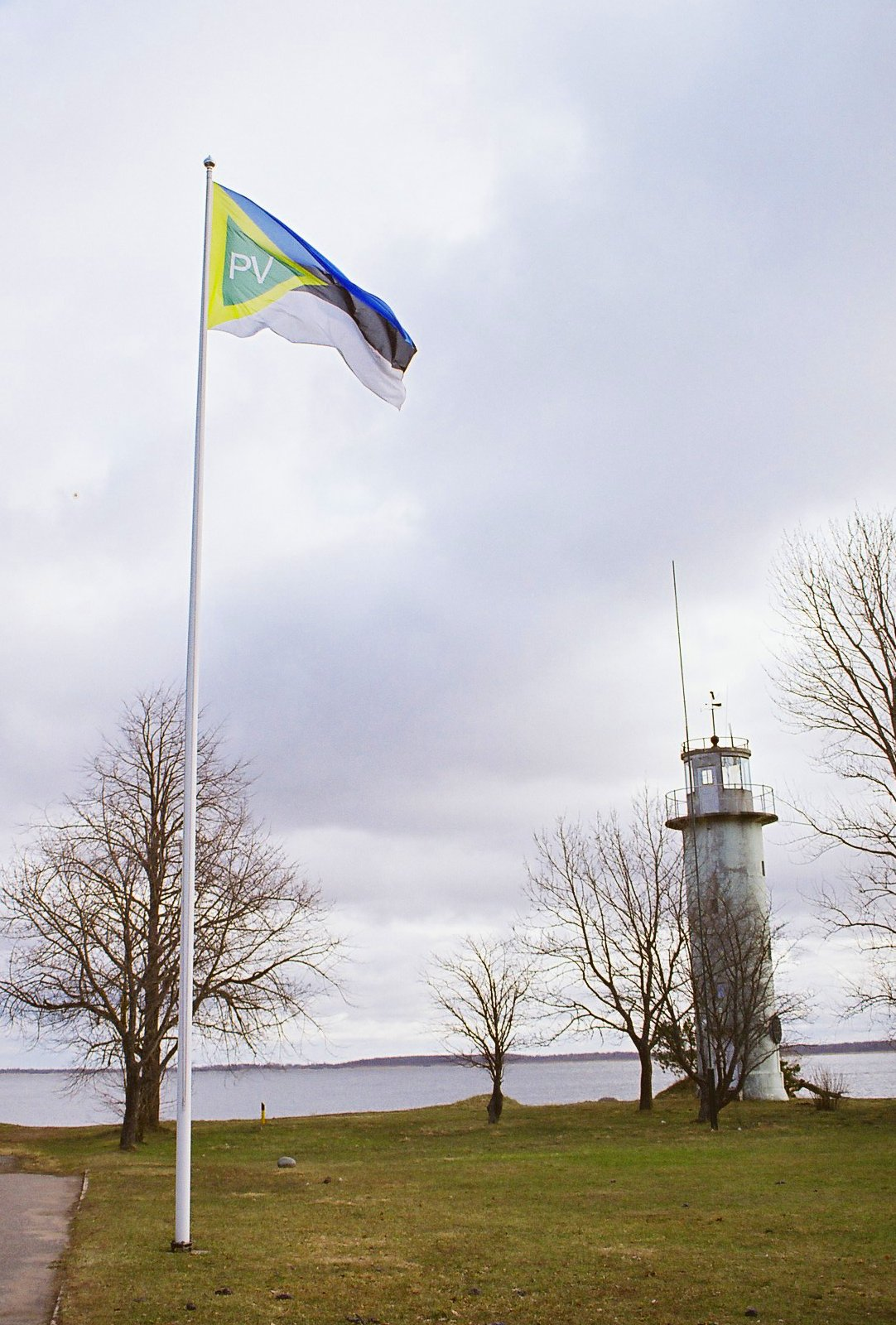
Маяк в Мехикоорма